# BBÖ VT 61
Der BBÖ VT 61 war ein Verbrennungsmotor-Triebwagen der Bundesbahnen Österreich (BBÖ) und wurde von Austro-Daimler in Wiener Neustadt gebaut. Er war als Weiterentwicklung der Schienenbusse BBÖ VT 60 entstanden und wie diese Fahrzeuge ein Einrichtungswagen.

## Geschichte
Bereits ab 1930 konzentrierte sich die Konstruktionsabteilung von Austro-Daimler um die Konstruktion eines völlig neuartigen Schienenbusses, der möglichst viele Baugruppen aus dem Automobilbau übernehmen sollte. Dazu wurde eine völlig neuartige Fahrwerkskonstruktion mit Luftreifen in Zusammenarbeit mit Semperit konstruiert. Im Frühjahr 1932 hatte das Team um Chefkonstrukteur Ing. Oskar Hacker den Leichttriebwagen fertiggestellt und unternahm erste Probefahrten auf der bis zu 40 Promille steilen Schneebergbahn nach Puchberg am Schneeberg. Nach einer erfolgreichen Polizeiprobefahrt am 2. Juli 1932  wurde der Triebwagen am 8. Juli 1932 mit einer Rekordfahrt auf der Semmeringbahn der Öffentlichkeit vorgestellt. Der von seinem Konstrukteur geführte Triebwagen erreichte dabei in einer zur damaligen Zeit erstaunlichen Fahrzeit von nur einer Stunde und 23 Minuten den Bahnhof Semmering. Am 29. Juli 1932 erfolgte die offizielle Abnahme der Aufsichtsbehörde.
Um den Verkehr von Wien auf den Semmering, speziell zum neuen Alpenstrandbad im Hotel Panhans attraktiver zu gestalten, kaufte die Semmering Hotel und Kuranstalt AG den Triebwagen und ließ ihn als „Wien-Semmering-Express“ verkehren. Ab dem 5. August 1932 war der bei den BBÖ als VT 61.01 im Bestand stehende Triebwagen planmäßig zwischen Wien Südbahnhof und dem Semmering im Einsatz.
Der Triebwagen, der im Volksmund aufgrund seiner Höchstgeschwindigkeit von 100 km/h den Spitznamen Nurmi erhalten hatte, konnte die in ihn gestellten Erwartungen allerdings nicht erfüllen. Der starke Benzingeruch im Inneren sorgte für keine große Beliebtheit bei den Fahrgästen und die harten Schienenstöße setzten dem Laufwerk dermaßen zu, dass das kleine Fahrzeug schon nach kurzer Zeit aus dem Verkehr gezogen und repariert werden musste. Der Schienenbus wurde dann nur noch von St. Valentin aus im Lokalverkehr, meistens auf der Strecke nach Mauthausen, eingesetzt. 1938 kam er in den Bestand der Deutschen Reichsbahn. Nach der Umstationierung nach Villach West wurde der Triebwagen jedoch nicht mehr regelmäßig eingesetzt. 1943 wurde er mit einem anderen Motor ausgerüstet und auf Flüssiggasantrieb umgestellt. 1945 wurde das Fahrzeug ausgemustert.

## Technische Merkmale
Der Schienenbus wies zu seiner Entstehungszeit einige bahnbrechende Neuerungen auf. Dies begann mit der hohen Drehzahl des Ottomotors von 3.000 min−1, die dem Fahrzeug das niedrige Sitzplatzgewicht von 265 kg erbrachte und endete in der Gestaltung des Laufwerkes, die Radreifen der Räder waren als Blechtrommeln mit Spurkranz ausgebildet, in ihnen lief je ein Luftreifenrad, das als normales Autorad ausgebildet war.
Das Untergestell des Schienenbusses bestand aus einem Leichtmetall-Gitterrahmen, der Wagenkasten war ein Kastengerippe mit Beblechung und einem mit Kunstleder bespannten Dach. Beide Radsätze waren mit abnehmbaren Blechtafeln verkleidet. Es gab nur einen Einstieg in der Mitte des Fahrzeuges. Das Fahrzeug besaß keine Zug- und Stoßeinrichtung.
Am vorderen Wagenende des Schienenbusses war der Motor Type AD 640 untergebracht, der als Sechszylinder-Viertakt-Ottomotor ausgebildet war und bei 85 mm Zylinderdurchmesser, 115 mm Kolbenhub und 3.000 min−1 Drehzahl eine Leistung von 80 PS entwickelte. Die Leistungsübertragung geschah wie im Automobilbau über ein Vierganggetriebe rein mechanisch über Knüppelschaltung, gefahren wurde in der Regel nur mit dem 3. und 4. Gang. Über eine Gelenkwelle wurde der vordere Radsatz angetrieben. Ebenfalls aus dem Automobilbau wurde die Fahrzeugbremse übernommen, die als Öldruckbremse ausgebildet war und sowohl mittels Fußpedal als auch mittels Hebel bedient werden konnte.

Wie der VT 60 konnte der „Nurmi“ nur in eine Richtung verkehren. An den Endstationen musste er über Drehscheiben oder einen am Fahrzeug angebrachten Wendestempel gedreht werden.

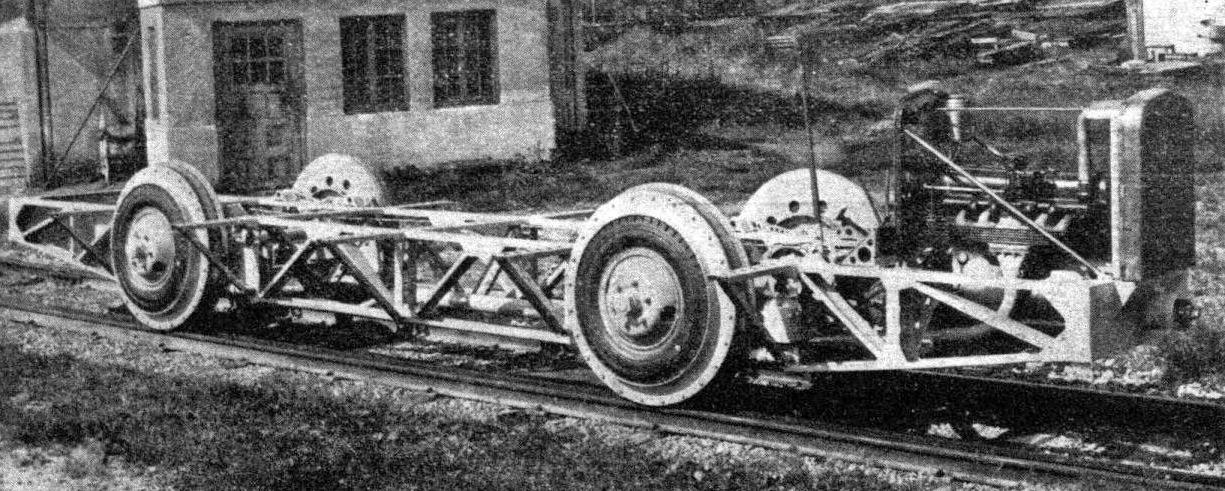
Fahrwerk mit Gitterrahmen und Luftreifen